# Loloiasca, Prahova
Loloiasca (mai vechi, Loloiești) este un sat în comuna Tomșani din județul Prahova, Muntenia, România.
Așezarea este atestată documentar în 1554.